# オペラ作品一覧
オペラ作品一覧（オペラさくひんいちらん）は、有名なオペラ作品またはオペレッタ作品の一覧。

## 五十音順一覧

### 英数
- 1984年 (マゼール)
- 4年間の歩哨兵勤務 (シューベルト)
- LIFE a ryuichi sakamoto opera 1999 (坂本龍一)

### ア行
- アイーダ (ヴェルディ)
- 愛と暴力のレッスン (ジョージ・ベンジャミン)
- 愛の妙薬 (ドニゼッティ)
- 青ひげ (オッフェンバック)
- 青ひげ公の城 (バルトーク)
- 赤い陣羽織 (大栗裕)
- 赤いりんご (オッフェンバック)
- 赤ずきん (キュイ)
- 悪魔とカーチャ (ドヴォルザーク)
- 悪魔の壁 (スメタナ)
- 悪魔のロベール(マイアベーア)
- アグリッピナ (ヘンデル)
- アスカニオ（英語版）（サン＝サーンス）
- アッシジの聖フランチェスコ (メシアン)
- アッシャー家の崩壊 (ドビュッシー)
- アッティラ (ヴェルディ)
- アドリアーナ・ルクヴルール (チレア)
- アヌッシュ (ティグラニアン)
- アブ・ハッサン (ウェーバー)
- アフリカの女 (マイアベーア)
- アポロとヒュアキントゥス (モーツァルト)
- アマールと夜の訪問者 (メノッティ)
- アメリア舞踏会へ行く（英語版） (メノッティ)[1]
- 嵐 (マルタン)
- アラジン（アッテルベリ）
- アラベラ (リヒャルト・シュトラウス)
- アリアーヌと青ひげ（デュカス）
- アリオダンテ (ヘンデル)
- アルジェのイタリア女 (ロッシーニ)
- アルチーナ (ヘンデル)
- アルテュス王 (ショーソン）
- アルフレート (ドヴォルザーク)
- アルフォンゾとエストレッラ（英語版） (シューベルト)
- アルマゲドンの夢 (藤倉大)
- アルミーダ (ロッシーニ)
- アルミード (グルック)
- アルミーラ (ヘンデル)
- アルルの女（英語版） (チレア)
- アレコ (ラフマニノフ)
- アンジェーロ (キュイ)
- アンジュのマルゲリータ（フランス語版、英語版） (マイアベーア)
- アンティゴーヌ（英語版） (オネゲル)
- アンドレア・シェニエ (ジョルダーノ)
- アンナ・ボレーナ (ドニゼッティ)
- アンネの日記（英語版） (グリゴリ・フリド（英語版）)
- イエスマン(承諾者) (ヴァイル)
- イェヌーファ (ヤナーチェク)
- イオランタ (チャイコフスキー)
- イギリスの猫（英語版） (ヘンツェ)
- イーゴリ公 (ボロディン)
- 石の客 (ダルゴムイシスキー)
- イスの王様 (ラロ)
- イタリアのトルコ人 (ロッシーニ)
- 市場の婦人がた (オッフェンバック)
- イドメネオ (モーツァルト)
- イポリートとアリシー (ラモー)
- いやいやながらの王様 (シャブリエ)
- イリス (マスカーニ)
- イル・トロヴァトーレ (ヴェルディ)
- イングランドの女王エリザベッタ (ロッシーニ)
- インディゴと40人の盗賊 (ヨハン・シュトラウス2世)
- インテルメッツォ (リヒャルト・シュトラウス)
- ヴィオラ（スメタナ）
- ウィリアム・テル「ギヨーム・テル 」(ロッシーニ)
- ウィリアム・ラトクリフ (キュイ)
- ウィーン気質 (ヨハン・シュトラウス2世)
- ウィンザーの陽気な女房たち (ニコライ)
- ウィーンのカリオストロ (ヨハン・シュトラウス2世)
- ヴェスタの火 (ベートーヴェン)
- ヴェスタの巫女 (スポンティーニ)
- ヴェネツィアの一夜 (ヨハン・シュトラウス2世)
- ヴェルジーのジェンマ (ドニゼッティ)
- ウェルテル (マスネ)
- ヴォツェック (ベルク)
- 美しきエレーヌ (オッフェンバック)
- 美しきガラテア (スッペ)
- 美しきパースの娘 (ビゼー)
- 海、静かな海 (細川俊夫)
- 売られた花嫁 (スメタナ)
- ウンディーナ (チャイコフスキー)
- 運命の力 (ヴェルディ)
- エイシスとガラテア (ヘンデル)
- エウリディーチェ (ペーリ)
- エジプトのジュリアス・シーザー (ヘンデル)
- エジプトの十字軍(マイアベーア)
- エディプス王 (エネスク)
- エディプス王 (ストラヴィンスキー)
- エドガール (プッチーニ)
- エトワール (シャブリエ)
- エフゲニー・オネーギン (チャイコフスキー)
- エル・カピタン (スーザ)
- エルナーニ (ヴェルディ)
- エルミオーネ (ロッシーニ)
- エレクトラ (リヒャルト・シュトラウス)
- エロディアード（マスネ）
- エンマ（大谷千正）
- オイリアンテ (ウェーバー)
- 王冠のダイヤモンド（英語版） (オベール)
- 奥様女中 (ペルゴレージ)
- オズソイ（トルコ語版、英語版、朝鮮語版） (サイグン)
- 堕ちたる天女 (山田耕筰)
- オテロ (ヴェルディ)
- オテロ (ロッシーニ)
- オプリーチニク (チャイコフスキー)
- オベルト (ヴェルディ)
- オベロン (ウェーバー)
- 思いがけないめぐり会い (グルック)
- おもちゃの国の赤ん坊たち (ハーバート)
- オランゴ (ショスタコーヴィチ)
- オリー伯爵 (ロッシーニ)
- オルフェオ (モンテヴェルディ)
- オルフェオとエウリディーチェ (グルック)
- オルランド (ヘンデル)
- オルレアンの少女 (チャイコフスキー)
- オロンテーア (チェスティ)

### カ行
- カイロの隊商 (グレトリ)
- カヴァレリア・ルスティカーナ (マスカーニ)
- 外套 (プッチーニ)
- 画家マティス (ヒンデミット)
- 影のない女 (リヒャルト・シュトラウス)
- 賢い女（英語版） (オルフ)[1]
- 鍛冶屋ヴィーラント (ヒトラー)
- 鍛冶屋のヴァクーラ (チャイコフスキー)
- ガスパローネ (ミレッカー)
- カーチャ・カバノヴァー (ヤナーチェク)
- カドミュスとエルミオーヌ (リュリ)
- カフカスの捕虜 (キュイ)
- カプリッチョ (リヒャルト・シュトラウス)
- カプレーティとモンテッキ (ベッリーニ)
- 神々の黄昏 (「ニーベルングの指環」第3夜、ワーグナー)
- 仮面舞踏会 (ヴェルディ)
- 仮面舞踏会 (ニールセン)
- カーリュー・リヴァー (ブリテン)
- カルディヤック (ヒンデミット)
- カルメル派修道女の対話（プーランク）
- カルメン (ビゼー)
- カンダウレス王 (ツェムリンスキー)
- 黄色い王女 (サン＝サーンス)
- 騎士パズマン (ヨハン・シュトラウス2世)
- 期待 (シェーンベルク)
- 絹のはしご (ロッシーニ)
- キプロスの女王（フランス語版） (アレヴィ)
- キャンディード (バーンスタイン)
- ギュスターヴ3世（英語版）（オベール）
- 今日のニュース (ヒンデミット)
- ギリシャの受難劇（英語版） (マルティヌー)
- 金閣寺 (黛敏郎)
- 金鶏 (リムスキー＝コルサコフ)
- 口づけ（スメタナ）
- グラナダ
- クリストフ・コロンブ（英語版）（ミヨー）
- クリスマス・イヴ (リムスキー＝コルサコフ)
- グリセリディス（フランス語版）（マスネ）
- クリングホファーの死（英語版） (アダムズ)
- くるまば草 (ヨハン・シュトラウス2世)
- 黒いドミノ (オベール)
- 黒船 (山田耕筰)
- グントラム (リヒャルト・シュトラウス)
- 劇場支配人 (モーツァルト)
- けちな騎士（英語版） (ラフマニノフ)
- ゲノフェーファ (シューマン)
- 賢者の石、または魔法の島 (ゲルル、シカネーダー、シャック、ハンネベルク、モーツァルト共作)
- 原爆博士（英語版） (アダムズ)
- ゴイェスカス (グラナドス)
- 後宮からの誘拐 (モーツァルト)
- 皇帝ティートの慈悲 (モーツァルト)
- 皇帝に捧げた命 (グリンカ)
- 皇帝の花嫁 (リムスキー＝コルサコフ)
- こうもり (ヨハン・シュトラウス2世)
- 五月の夜 (リムスキー＝コルサコフ)
- 乞食学生(ミレッカー)
- コジ・ファン・トゥッテ (モーツァルト)
- 湖上の美人 (ロッシーニ)
- 小鳥売り (ツェラー)
- 子供と魔法 (ラヴェル)
- こびと (ツェムリンスキー)
- コラ・ブルニョン (カバレフスキー)
- コリントの包囲 (ロッシーニ)
- 婚礼 (ワーグナー)

### サ行
- サーヴィトリ (ホルスト)
- サトコ (リムスキー＝コルサコフ)
- サバの女王（グノー）
- ザ・フォトグラファー (グラス)
- さまよえるオランダ人 (ワーグナー)
- サムソンとデリラ (サン＝サーンス)
- サルタン皇帝 (リムスキー＝コルサコフ)
- サロメ (リヒャルト・シュトラウス)
- サンドリヨン (マスネ)
- ザンパ (エロルド)
- 三文オペラ (ヴァイル)
- シェリュバン（英語版）「ケルビーノ」(マスネ)
- ジェロルスタン女大公殿下 (オッフェンバック)
- 紫苑物語 (西村朗)
- ジークフリート（「ニーベルングの指環」第2夜、ワーグナー）
- 始皇帝（英語版） (譚盾)
- 死者の家から (ヤナーチェク)
- シチリアの晩鐘 (ヴェルディ)
- 死の都 (コルンゴルト)
- ジプシー男爵 (ヨハン・シュトラウス2世)
- シモン・ボッカネグラ (ヴェルディ)
- ジャックリーの乱（英語版）（ラロによる未完の作品、アルチュール・コカール（英語版）により補筆完成された）
- シャモニーのリンダ（英語版） (ドニゼッティ)
- シャールカ (フィビフ)
- ジャンニ・スキッキ (プッチーニ)
- 十字軍のロンバルディア人 (ヴェルディ)
- 修道院での婚約 (プロコフィエフ)
- 修道女アンジェリカ (プッチーニ)
- 女王のレースのハンカチーフ (ヨハン・シュトラウス2世)
- ジョニーは演奏する (クルシェネク)
- シラノ・ド・ベルジュラック (アルファーノ)
- 真珠採り (ビゼー)
- 親鸞、幻の如くなる一期 (大谷千正)
- スペインの時 (ラヴェル)
- スペードの女王 (チャイコフスキー)
- 清教徒 (ベッリーニ)
- 西部の娘 (プッチーニ)
- セビリアの理髪師 (ロッシーニ)
- セミョーン・カトコ (プロコフィエフ)
- セミラーミデ (ロッシーニ)
- セルセ (ヘンデル)
- ゼルミーラ (ロッシーニ)
- 戦争と平和 (プロコフィエフ)
- ソラリス (藤倉大)
- ソロチンスクの定期市 (ムソルグスキー)

### タ行
- 第一戒律の責務 (モーツァルト)
- タイス (マスネ)
- 太陽の征服 (マチューシン)
- 建・TAKERU (團伊玖磨)
- ダフネ (リヒャルト・シュトラウス)
- タメルラーノ (ヘンデル)
- ダリオの戴冠 (ヴィヴァルディ)
- ダリボル（スメタナ）
- タンクレーディ (ロッシーニ)
- タンホイザー (ワーグナー)
- チェネレントラ (ロッシーニ)
- 地方長官 (チャイコフスキー)
- チャールダーシュの女王 (カールマン)
- チャロデイカ (チャイコフスキー)
- 中国の女たち（英語版） (グルック)
- 中国のニクソン (アダムズ)
- 蝶々夫人 (プッチーニ)
- 沈黙 (松村禎三)
- 月 (オルフ)
- 月の世界 (ハイドン)
- 椿姫 (ヴェルディ)
- つばめ (プッチーニ)
- ディドとエネアス (パーセル)
- ディノラ（マイアベーア）
- ティレジアスの乳房 (プーランク)
- 天国と地獄（地獄のオルフェ） (オッフェンバック)
- 電話 (メノッティ)
- 道化師 (レオンカヴァッロ)
- 塔の乙女 (シベリウス)
- トゥーランドット (プッチーニ)
- 時の終わりの劇 (オルフ)
- どこまでも馬鹿な男 (ホルスト)
- トスカ (プッチーニ)
- 賭博師 (ショスタコーヴィチ)
- 賭博者 (プロコフィエフ)
- トリスタンとイゾルデ (ワーグナー)
- トロイアの人々 (ベルリオーズ)
- トロフォーニオの洞窟 (サリエリ)
- 泥棒かささぎ (ロッシーニ)
- 泥棒とオールド・ミス（英語版） (メノッティ)[1]
- ドン・カルロ (ヴェルディ)
- ドン・キショット (マスネ)
- ドン・ジョヴァンニ (モーツァルト)
- ドン・パスクワーレ (ドニゼッティ)
- ドンブラコ (北村季晴)

### ナ行
- ナヴァラの娘 (マスネ)
- ナクソス島のアリアドネ (リヒャルト・シュトラウス)
- 夏の夜の夢 (ブリテン)
- ナブッコ (ヴェルディ)
- なみ子 (貴志康一)
- 偽の女庭師 (モーツァルト)
- ニーベルングの指環 (4部作、ワーグナー)
- ニネッタ侯爵夫人 (ヨハン・シュトラウス2世)
- ニホンザル・スキトオリメ (間宮芳生)
- ニュルンベルクのマイスタージンガー (ワーグナー)
- 人間の声 (プーランク)
- ノルマ (ベッリーニ)
- ノートルダム (フランツ・シュミット)
- ノートルダムの曲芸師 (マスネ)

### ハ行
- はかなき人生 (ファリャ)
- 伯爵令嬢マリツァ (カールマン)
- バグパイプ吹きシュヴァンダ (ヴァインベルゲル)
- 白毛女 (魯迅芸術学院)
- はじめに音楽、次に言葉 (サリエリ)
- バスティアンとバスティエンヌ (モーツァルト)
- パドマーヴァティ（英語版） (ルーセル)
- 鼻 (ショスタコーヴィチ)
- ハムレット (トマ)
- バヤゼット (ヴィヴァルディ)
- ばらの騎士 (リヒャルト・シュトラウス)
- パリの生活 (オッフェンバック)
- パルジファル (ワーグナー)
- パルミラのアウレリアーノ (ロッシーニ)
- パレストリーナ (プフィッツナー)
- ハーリ・ヤーノシュ (コダーイ)
- ハワイの花 (アブラハム)
- 光 (シュトックハウゼン)
- 光から月曜日 (シュトックハウゼン)
- 光から火曜日 (シュトックハウゼン)
- 光から水曜日 (シュトックハウゼン)
- 光から木曜日 (シュトックハウゼン)
- 光から金曜日 (シュトックハウゼン)
- 光から土曜日 (シュトックハウゼン)
- 光から日曜日 (シュトックハウゼン)
- ひかりごけ (團伊玖磨)
- ピーター・グライムズ (ブリテン)
- 羊飼いの王様 (モーツァルト)
- 批評家 (スタンフォード)
- 秘密（スメタナ）
- 秘密の結婚 (チマローザ)
- ヒロシマのオルフェ (芥川也寸志)
- ファウスト (グノー)
- ファウスト（英語版、ドイツ語版） (シュポーア)
- ファウストの劫罰 (ベルリオーズ)
- ファルスタッフ (ヴェルディ)
- ファルスタッフ (サリエリ)
- フィエスク（英語版） (ラロ)
- フィエラブラス (シューベルト)
- フィガロの結婚 (モーツァルト)
- フィデリオ (ベートーヴェン)
- フィレンツェの悲劇 (ツェムリンスキー)
- フェードラ（英語版） (ジョルダーノ)
- フェルヴァール（英語版） (ダンディ)
- 不死身のカシチェイ (リムスキー＝コルサコフ)
- プスコフの娘 (リムスキー＝コルサコフ)
- 二人静 (細川俊夫)
- 二人のマルグリート (大谷千正)
- 二人のやもめ (スメタナ)
- 船の建造 (シベリウス)
- 不滅の時間 (ボートン)
- プラテー (ラモー)
- フラ・ディアヴォロ (オベール)
- フランチェスカ・ダ・リミニ（英語版） (ラフマニノフ)
- フランチェスカ・ダ・リミニ（イタリア語版） (メルカダンテ)
- ブルスキーノ氏 (ロッシーニ)
- プレ・オ・クレール(エロルド)
- ブレーメンの自由 (ヘルツキー)
- ベアトリスとベネディクト (ベルリオーズ)
- 兵士たち (ベルント・アロイス・ツィンマーマン)
- ブロウチェク氏の休暇旅行（英語版） (ヤナーチェク)[2]
- プロメテ (フォーレ)
- ベガーズ・オペラ (ペープシュ)
- ペドロ親方の人形芝居 (ファリャ)
- ペネロープ (フォーレ)
- ペレアスとメリザンド (ドビュッシー)
- ベンヴェヌート・チェッリーニ (ベルリオーズ)
- ペンザンスの海賊 (サリヴァン)
- ヘンゼルとグレーテル (フンパーディンク)
- ヘンリー八世 (サン＝サーンス)
- 遍歴の騎士（英語版） (ラモー)
- ホヴァーンシチナ (ムソルグスキー)
- 放蕩児の遍歴 (ストラヴィンスキー)
- ポーギーとベス (ガーシュウィン)
- 牡丹亭（英語版） (譚盾)
- ボッカチオ (スッペ)
- 北極星 (マイアベーア)
- ポッペーアの戴冠 (モンテヴェルディ)
- 炎の天使 (プロコフィエフ)
- ホフマン物語 (オッフェンバック)
- ボヘミアのブランデンブルク人 (スメタナ)
- 微笑みの国 (レハール)
- ボマルツォ (ヒナステラ)
- ポリウト (ドニゼッティ)
- ボリス・ゴドゥノフ (ムソルグスキー)
- ポルティチの唖娘 (オベール)
- ポントの王ミトリダーテ (モーツァルト)

### マ行
- マオメット2世 (ロッシーニ)
- マクベス (ヴェルディ)
- マクロプロス事件（英語版） (ヤナーチェク)
- マスコット (オードラン)
- マゼッパ (チャイコフスキー)
- 魔弾の射手 (ウェーバー)
- 魔笛 (モーツァルト)
- マッチ売りの少女 (ラッヘンマン)（ドイツ語版）
- マティルデ・ディ・シャブラン (ロッシーニ)
- マドンナの宝石 (ヴォルフ＝フェラーリ)
- 真夏の結婚（英語版） (ティペット)
- マノン (マスネ)
- マノン・レスコー (オベール)
- マノン・レスコー (プッチーニ)
- マリア・ストゥアルダ（英語版） (ドニゼッティ)
- マルコ・ポーロ（英語版） (譚盾)
- マルタ (フロトー)
- マンダリーナの息子 (キュイ)
- 見えざる街キーテジと聖女フェヴローニヤの物語 (リムスキー＝コルサコフ)
- ミカド (サリヴァン)
- 三つのオレンジへの恋 (プロコフィエフ)
- ミニョン (トマ)
- ミレイユ（グノー）
- 無口な女（英語版） (リヒャルト・シュトラウス)
- 報われぬ不実 (ハイドン)
- 無人島 (ハイドン)
- ムツェンスク郡のマクベス夫人 (ショスタコーヴィチ)
- 夢遊病の女 (ベッリーニ)
- ムラダ (リムスキー＝コルサコフ)
- 村のロメオとジュリエット (ディーリアス)
- メッシーナの花嫁 (フィビフ)
- メデア (ケルビーニ)
- メトゥザレム王子 (ヨハン・シュトラウス2世)
- メフィストーフェレ（英語版） (ボーイト)
- メリー・ウィドウ (レハール)
- モイーズとファラオン (ロッシーニ)
- モスクワ・チェリョームシキ (ショスタコーヴィチ)
- モーゼとアロン (シェーンベルク)
- モーツァルトとサリエリ (リムスキー＝コルサコフ)
- モモと時間どろぼう(アザロワ)

### ヤ行
- 野蛮人（英語版） (サン＝サーンス)
- ヤーブカ (ヨハン・シュトラウス2世)
- 優雅なインドの国々 (ラモー)
- 友人フリッツ (マスカーニ)
- 夕鶴 (團伊玖磨)
- 雪娘 (リムスキー＝コルサコフ)
- ユグノー教徒 (マイアベーア)
- ユダヤの女 (アレヴィ)
- 夢見るゲールゲ (ツェムリンスキー)
- 妖精 (ワーグナー)
- 妖精ヴィッリ (プッチーニ)
- 妖精の女王 (パーセル)
- 預言者 (マイアベーア)
- 夜鳴きうぐいす (ストラヴィンスキー)
- ヨーネ (ペトレッラ)

### ラ行
- ラインの黄金 (「ニーベルングの指輪」序夜、ワーグナー)
- ラ・エスメラルダ (ベルタン)
- ラクメ (ドリーブ)
- ラ・ジョコンダ (ポンキエッリ)
- ラ・ファヴォリート (ドニゼッティ)
- ラ・ペリコール (オッフェンバック)
- ラ・ボエーム (プッチーニ)
- ラ・ボエーム (レオンカヴァッロ)（英語版）
- ランスへの旅、または黄金の百合咲く宿 (ロッシーニ)
- ランメルモールのルチア (ドニゼッティ)
- リエンツィ (ワーグナー)
- 利口な女狐の物語 (ヤナーチェク)
- リゴレット (ヴェルディ)
- リジー・ボーデン (ビーソン)
- 理性の女神 (ヨハン・シュトラウス2世)
- リータ（英語版） (ドニゼッティ)
- リナルド (ヘンデル)
- リブシェ（スメタナ）
- 領事（英語版） (メノッティ)[1]
- ルイザ・ミラー (ヴェルディ)
- ルイーズ(シャルパンティエ)
- ル・グラン・マカーブル (リゲティ)
- ルクレツィア・ボルジア (ドニゼッティ)
- ルサルカ (ダルゴムイシスキー)（英語版）[3]
- ルサルカ (ドヴォルザーク)
- ル・シッド（マスネ）
- ルスランとリュドミラ (グリンカ)
- ルル (ベルク)
- レニャーノの戦い (ヴェルディ)
- 恋愛禁制 (ワーグナー)
- 連隊の娘 (ドニゼッティ)
- ローエングリン (ワーグナー)
- ローレライ(カタラーニ)[4]
- ロシアの皇太子 (レハール)
- ロジェ王 (シマノフスキ)
- ロデリンダ (ヘンデル)
- ロベルト・デヴリュー（英語版） (ドニゼッティ)
- ロメオとジュリエット(グノー)

### ワ行
- ワカヒメ (三木稔)
- ワリー（英語版） (カタラーニ) [4]
- ワルキューレ (「ニーベルングの指環」第1夜、ワーグナー)
- ワルツの夢 (オスカー・シュトラウス)